# James R. Schlesinger

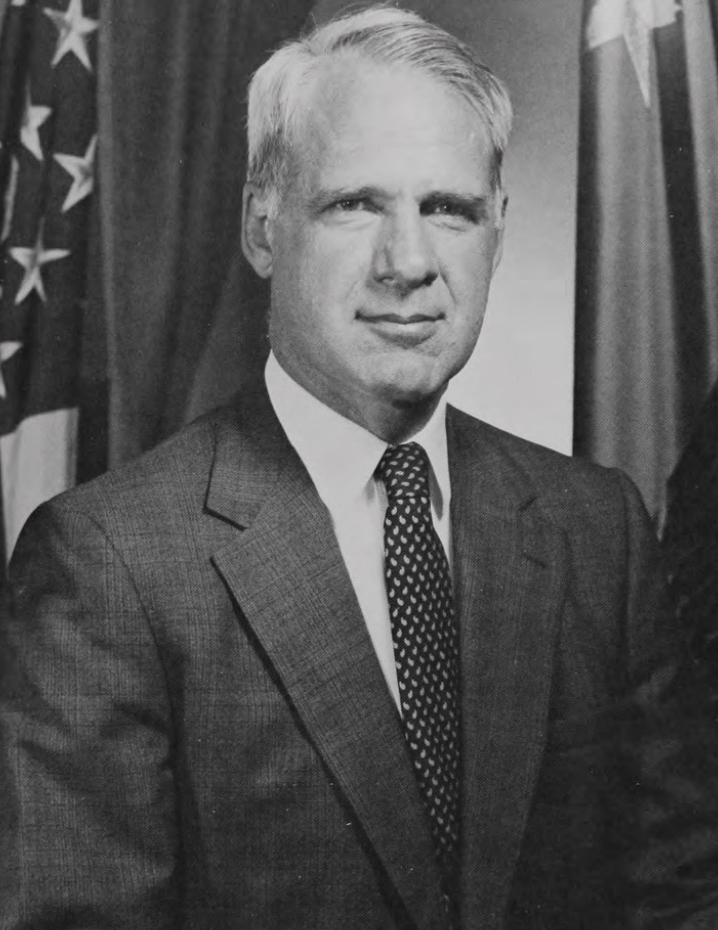
James R. Schlesinger (offizielles Porträt)

James Rodney Schlesinger (* 15. Februar 1929 in New York City; † 27. März 2014 in Baltimore, Maryland) war ein US-amerikanischer Politiker. Unter den Präsidenten Richard Nixon und Gerald Ford war er von 1973 bis 1975 US-Verteidigungsminister. Fords Nachfolger Jimmy Carter ernannte ihn zum ersten Energieminister der Vereinigten Staaten.

## Wissenschaftliche Karriere
Schlesinger wuchs in einer jüdischen Familie aus der Mittelklasse auf. Er konvertierte nach einem Besuch in Deutschland in den 1950er Jahren zum Lutheraner. Schlesinger besuchte die Horace Mann School und die Harvard University. Das Studium schloss er 1950 mit dem B.A., 1952 mit dem M.A. und 1956 mit dem Ph.D. in Volkswirtschaftslehre ab. Zwischen 1955 und 1963 lehrte er Wirtschaftswissenschaften an der University of Virginia. 1963 wechselte er zur Rand Corporation, wo er bis 1969 als Direktor für strategische Studien arbeitete.

## Öffentliche Ämter

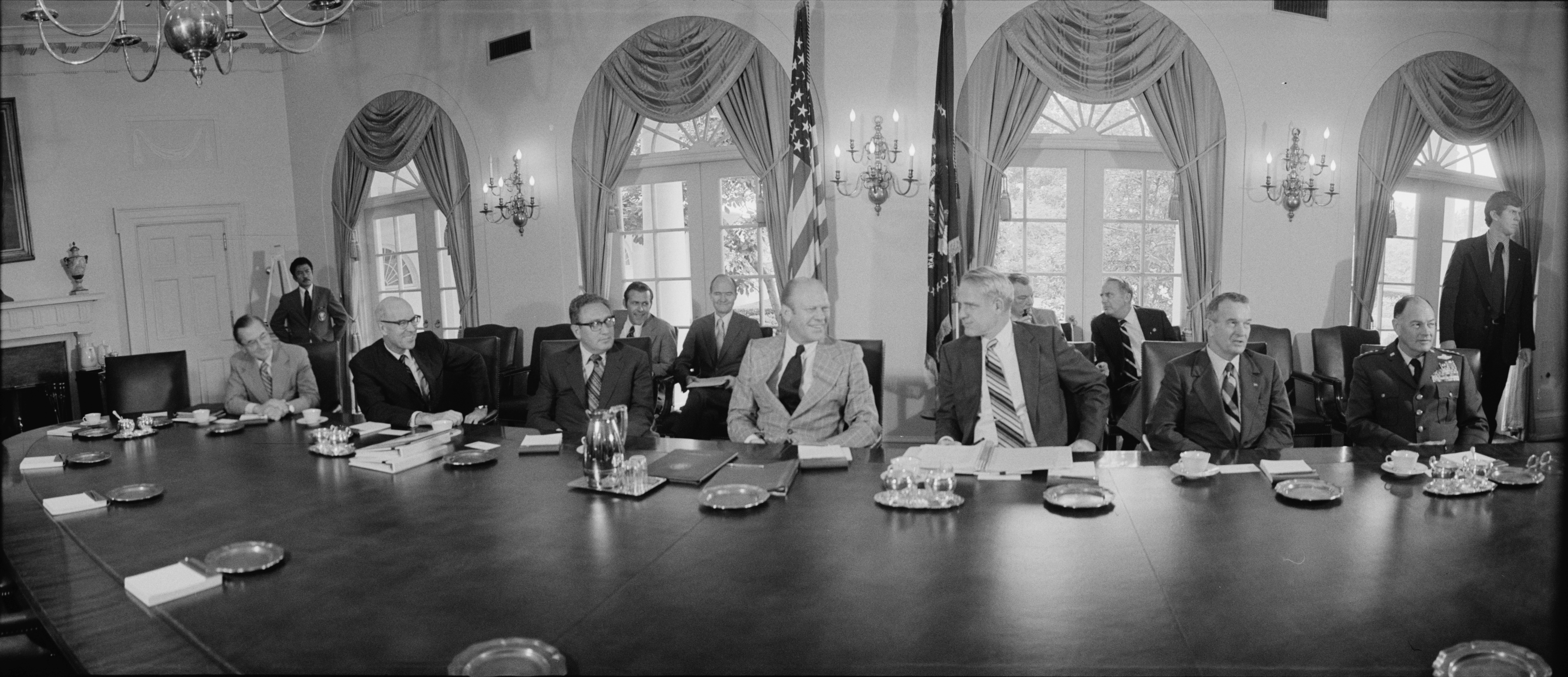
James R. Schlesinger (3. von rechts) an der Seite von Präsident Ford während einer Sitzung des Nationalen Sicherheitsrates (1974)

### Regierung Nixon
1969 wurde Schlesinger stellvertretender Direktor des Bureau of the Budget und beschäftigte sich dort hauptsächlich mit Verteidigungsfragen. Im Jahr 1971 ernannte ihn Präsident Nixon zum Vorsitzenden der Atomenergiekommission (AEC). In den eineinhalb Jahren in dieser Funktion führte Schlesinger umfangreiche Reorganisationen durch und erhöhte die Effizienz der AEC erheblich.

### Direktor der CIA
Am 2. Februar 1973 wurde er zum Direktor der CIA berufen, nachdem der bisherige Direktor Richard Helms im Zusammenhang mit der Watergate-Affäre entlassen worden war. Auch in diesem Amt, das er sechs Monate innehatte, führte er konsequent Restrukturierungen durch und machte sich dadurch in der CIA auch Gegner.

### US-Verteidigungsminister
Kurz vor seinem Rücktritt berief Nixon Schlesinger am 2. Juli 1973 im Alter von 44 Jahren als Verteidigungsminister (Secretary of Defense) in sein Kabinett. Dieses Amt behielt er auch unter Nixons Nachfolger Gerald Ford bis 1975. Sein Nachfolger wurde Donald Rumsfeld. In seine Amtszeit als Verteidigungsminister fielen neben der Schlussphase des Vietnamkrieges auch der Jom-Kippur-Krieg, die Zypernkrise und die Ölkrise. Schlesinger drohte Anfang 1974 mit Gewaltanwendung gegen die OPEC-Staaten, wenn sie die Wirtschaft der USA schädigten.

### Energieminister
Nach dem Ausscheiden aus dem Pentagon arbeitete Schlesinger freiberuflich als Autor und Redner. Nach der Präsidentenwahl 1976 wurde er (obwohl Mitglied der Republikanischen Partei) im Oktober 1977 als erster Energieminister unter Präsident Jimmy Carter (Demokratische Partei) berufen. Dieses Ministerium wurde aus bisher 50 unterschiedlichen Behörden neu gebildet. Er behielt dieses Amt bis Juli 1979.

## Weitere Aktivitäten
Später arbeitete er unter anderem als Senior Adviser bei Kuhn, Loeb & Co. und Lehman Brothers in New York City. Ferner war er für die Mitre Corporation tätig. Im Juni 2002 wurde er durch US-Präsident George W. Bush in das Homeland Security Advisory Council berufen.

## Werke
- The Political Economy of National Security. Praeger, New York 1960.

Weiterhin ist er Autor einer Reihe von Artikeln über das Thema Globale Erwärmung, in denen er die menschengemachte Erderwärmung bestritt. Zuletzt hatte Schlesinger sich deutlich für die Anerkennung der Peak-Oil-Theorie ausgesprochen und die Auffassung vertreten, dass die Welt inzwischen das Fördermaximum bei Erdöl erreicht habe.